# Stenostomum oliganthum
Stenostomum oliganthum är en måreväxtart som först beskrevs av Ignatz Urban, och fick sitt nu gällande namn av Attila L. Borhidi. Stenostomum oliganthum ingår i släktet Stenostomum och familjen måreväxter. Inga underarter finns listade i Catalogue of Life.